# گوگل هکینگ

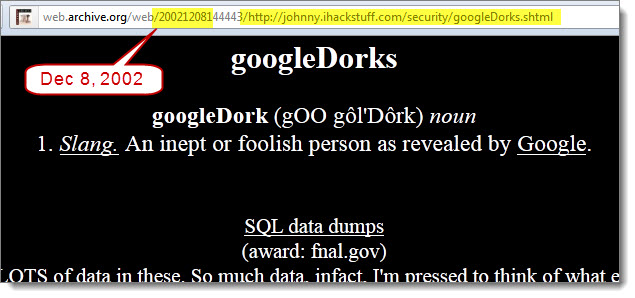
گوگل هکینگ

گوگل هکینگ (انگلیسی: Google hacking) یک روش رخنه و هک کردن کامپیوتر است که در آن هکر با استفاده از جستجوگر گوگل و دیگر نرم‌افزارهای گوگل، مشکلاتی امنیتی در پیکربندی و کد منبع وبگاهها را پیدا کرده و به آن حمله می‌کند.